# Deep Cuts (A Perfect Circle-album)
Deep Cuts är den alternativa rockgruppen A Perfect Circle. EP:n släppt den 7 april 2009.

## Låtlista
1. Sleeping Beauty (Akustisk) (Live i Philly)
2. Magdalena (Live)
3. Brena (Live)
4. Orestes (Demo)

## Medlemmar
- Maynard James Keenan – sång
- Billy Howerdel – gitarr
- Josh Freese – trummor